# Ruter Dam
För spelkortet, se fransk-engelsk kortlek.
Ruter Dam är ett chefsutvecklings- och mentorprogram för kvinnliga ledare. Organisationen är politiskt oberoende och grundades 1987 som en stiftelse. Som mål anger organisationen "att bidra till fler kvinnliga chefer på hög nivå i stora företag". Organisationen arbetar utifrån synsättet att förändring kommer inifrån, vilket gör att det aktiva mentorskapet är en bärande faktor i programmet. Enligt Ruter Dam hade per 2007 cirka 850 kvinnliga chefer deltagit i dess ettåriga chefsutvecklingsprogram och ca 65% av dessa har befordrats minst en gång.  Per 2019 hade 1 300 kvinnliga chefer gått programmet. Sedan 2017 driver Ruter Dam även chefsutvecklnigsprogrammet Spader Ess, som vänder sig till yngre kvinnor i början av karriären.  Även det programmet pågår under ett år, för de antagna deltagarna.
Ruter Dam grundades av Gunilla Arhén. Hon var organisationens vd i 30 år, fram till 2017, då Marika Lundsten, som tidigare varit verksamhetschef på Ruter Dam, tog över vd-skapet.
Hedersutmärkelsen Årets Ruter Dam går till den kvinna som har befordrats till den mäktigaste posten i svenskt näringsliv under året. Utmärkelsen delades för första gången ut 1990. Bland pristagarna finns bland andra Minoo Akhtarzand, Signhild Arnegård Hansen, Mia Brunell och Marie Ehrling.
Ruter Dam delade mellan 2002 och 2009 även ut Gunilla Arhéns Förebildspris.